# Melicucco
Melicucco község (comune) Calabria régiójában, Reggio Calabria megyében.

## Fekvése
A megye északnyugati részén fekszik. Határai: Anoia, Cittanova, Feroleto della Chiesa és Polistena, Rosarno.

## Története
1936-ban vált önálló községgé, addig Polistena része volt.

## Népessége
A népesség számának alakulása:

## Főbb látnivalói
- Madonna dell’Immacolata-templom